# تونی تنیل
تونی تنیل (به انگلیسی: Toni Tennille) با نام اصلی کاترین آنتوانت تنیل (به انگلیسی: Cathryn Antoinette Tennille) (زاده ۸ مهٔ ۱۹۴۰) خواننده، ترانه‌سرا و موسیقی‌دان آمریکایی است.